# 新海宏美
新海 宏美（しんかい ひろみ）は、日本の経済学者。日本大学経済学部准教授。

## 略歴
法政大学経済学部経済学科卒業後、日本大学大学院経済学研究科にて経済政策を学ぶ。 大学院卒業後、日本大学経済学部准教授となる。2021年、JAなどが共催する学生向けプレゼンテーション大会において、新海ゼミが実践的研究分野・審査員特別賞を受賞した。

## 著作等

### 論文
- 『戦後農産物輸入体制と農業基本法下での自由化のメカニズム-低関税と輸入制限の併存-』（経済集志 70(4) 257-279 2001年）
- 『戦後日本における小麦の対外依存的な需給構造の形成－国際小麦協定加入と麦類統制廃止－』（経済集志 72(2) 187-207 2002年）
- 『1960年代における小麦輸入増と国内生産減の要因』（経済集志 72(3) 161-177 2002年）
- 『ケネディラウンドにおける農産物貿易交渉と日本農政－自由化と保護政策』（経済集志 73(3) 263-278 2003年）
- 『戦後日本における小麦の対外依存的需給構造の形成－小麦の輸入増と国内生産減の要因：1950〜60年代－』（農業経済研究別冊2003年度日本農業経済学会論文集 279-281 2003年）など

## 専門分野
- 経済史
- 経済政策